# Sergej Nikolaevič Revin
Sergej Nikolaevič Revin (in russo Серге́й Никола́евич Ре́вин?; Mosca, 12 gennaio 1966) è un cosmonauta russo.
Revin si è laureato nel 1989 in ingegneria elettronica. Dal 1993 fino al 1996 ha lavorato come ingegnere per la RKK Ėnergija
Nell'aprile del 1996 è stato selezionato come candidato cosmonauta e, dopo due anni di addestramento al GCTC, ha ricevuto la qualifica di cosmonauta. Fino al 2011 si è addestrato per il programma della Stazione spaziale internazionale (ISS), momento in cui è stato assegnato all'equipaggio di backup dell'Expedition 29/30. 
È partito per la ISS il 15 maggio 2012 a bordo della Sojuz TMA-04M con i colleghi Gennady Padalka e Joseph Acaba con i quali ha trascorso 124 giorni nello spazio per tutta la durata dell'Expedition 31/32. È atterrato nel Kazakistan il 17 settembre 2012.